# Magnum Psyche
Magnum Psyche est un étalon arabe alezan, né le 2 mai 1995.  Il appartient au haras Mayed près de Buenos Aires en Argentine, propriété de Fernando et Joaquin Santibanes. Pendant de nombreuses années, il a été au haras aux États-Unis, étroitement associé à l'entraîneur David Boggs. 

## Histoire
Pendant la période où Michael Brown était juge et commissaire de l'International Arabian Horse Association (maintenant Arabian Horse Association), Boggs a été accusé d'avoir participé à des opérations de chirurgie esthétique inutiles sur un certain nombre de chevaux. Il est intervenu sur la gorge sur Magnum Psyche, selon lui, non pas pour en modifier l'esthétique, mais pour résoudre un problème médical. Bien qu'il n'ait pas été reconnu coupable sur Magnum, Boggs a été suspendu en 1999 en raison des conclusions concernant sept autres chevaux. À son retour sur le ring à la fin de sa suspension de cinq ans, Magnum Psyche a remporté plusieurs grands championnats en licol, devenant l’étalon champion national. 
Le cheval et son maître ont continué à susciter la controverse. Durant l'édition 2009 du Scottsdale Arabian Horse Show, Magnum Psyche est entré dans le ring d'exposition avec une étrange marque sur l'épaule, qui est apparue directement avant le show. Boggs a prétendu que l'étalon avait heurté la porte d'entrée, mais la marque elle-même était horizontale, tandis que les barres sur les portes étaient verticales. Quelques secondes plus tard, Boggs signala à beaucoup de gens que c’était une « marque de fouet », mais en raison de l'absence de vidéo en dehors de l’arène, il était difficile de le prouver. Le jugement qui l'a qualifiée de marque de fouet a été annulé, et Magnum a remporté le titre.

## Palmarès
Magnum Psyche a remporté de nombreux titres comme meilleur père des jeunes chevaux arabes de show à Scottsdale, meilleur père de chevaux arabes Halter aux États-Unis, au Canada et en Argentine.

## Pedigree
Il est le fils de Padrons Psyche et de A Fancy Miracle. Ses grands-parents sont *Padron et *Sasaki.
| Origines de Magnum Psyche  | Origines de Magnum Psyche | Origines de Magnum Psyche | Origines de Magnum Psyche |
| -------------------------- | ------------------------- | ------------------------- | ------------------------- |
| Père Padrons Psyche Arabe  | Padron Arabe              | Patron Arabe              | Aswan                     |
| Père Padrons Psyche Arabe  | Padron Arabe              | Patron Arabe              | Podruga                   |
| Père Padrons Psyche Arabe  | Padron Arabe              | Odessa Arabe              | Bright Wings              |
| Père Padrons Psyche Arabe  | Padron Arabe              | Odessa Arabe              | Serinda                   |
| Père Padrons Psyche Arabe  | Kilika Arabe              | Tamerlan Arabe            | Arax                      |
| Père Padrons Psyche Arabe  | Kilika Arabe              | Tamerlan Arabe            | Trapecia                  |
| Père Padrons Psyche Arabe  | Kilika Arabe              | Kilifa Arabe              | Kilimandscharo            |
| Père Padrons Psyche Arabe  | Kilika Arabe              | Kilifa Arabe              | Kapelka                   |
| Mère A Fancy Miracle Arabe | Sasaki Arabe              | Nagasaki Arabe            | Sacudir                   |
| Mère A Fancy Miracle Arabe | Sasaki Arabe              | Nagasaki Arabe            | Nevisca                   |
| Mère A Fancy Miracle Arabe | Sasaki Arabe              | Safia Arabe               | Galero                    |
| Mère A Fancy Miracle Arabe | Sasaki Arabe              | Safia Arabe               | Guiraf                    |
| Mère A Fancy Miracle Arabe | Medina Azahara Arabe      | Garbo Arabe               | Orive                     |
| Mère A Fancy Miracle Arabe | Medina Azahara Arabe      | Garbo Arabe               | Baldosa                   |
| Mère A Fancy Miracle Arabe | Medina Azahara Arabe      | Grazalema Arabe           | Jaguay                    |
| Mère A Fancy Miracle Arabe | Medina Azahara Arabe      | Grazalema Arabe           | Dalia IV                  |

## Descendance
Magnum Psyche a nettement influencé l'élevage du cheval arabe de show durant la décennie 2000-2010. Il est le père de Van Gogh AM et de WH Justice, et l'arrière grand-père de El Rey Magnum.

## Dans la culture
Magnum Psyche est cité dans le roman Promise Canyon de Robyn Carr (en), tome 11 de la série Virgin River.